# Tibellus macellus
Tibellus macellus es una especie de araña cangrejo del género Tibellus, familia Philodromidae. Fue descrita científicamente por Simon en 1875.

## Distribución
Esta especie se encuentra en Europa, Turquía, Cáucaso, Rusia (de Europa al Lejano Oriente) y Kazajistán.